# Beaucourt
Beaucourt és un municipi francès del departament del Territori de Belfort i de la regió de Borgonya - Franc Comtat. L'any 1999 tenia 5348 habitants.

## Geografia
La ciutat se situa a 15 km de Montbéliard i a 28 km de Belfort

## Demografia
| 1803 | 1882 | 1962 | 1968 | 1975 | 1982 | 1990 | 1999 | 2007 |
| ---- | ---- | ---- | ---- | ---- | ---- | ---- | ---- | ---- |
| 193  | 4505 | 4570 | 4924 | 5521 | 5682 | 5569 | 5348 | 5013 |